# ماريو بارتي: ستار راش
ماريو بارتي: ستار راش (بالإنجليزية: Mario Party: Star Rush‎؛ باليابانية: マリオパーティ スターラッシュ‎، ‏ماريوه باتي سوتا راسشوه) هي لعبة فيديو احتفالي من تطوير شركة إن دي كيوب ونشر شركة نينتندو على نظام نينتندو 3دي أس. اللعبة جزء من سلسلة « ماريو بارتي ». اصدرت اللعبة في أكتوبر 2016 في اليابان، وأوروبا، وأستراليا، وفي نوفمبر 2016 في أمريكا الشمالية.